# Соловьёв, Геннадий Леонидович
Соловьёв Геннадий Леонидович (род. 6 октября 1949, Душанбе, Таджикская ССР, СССР) — офицер КГБ СССР и Федеральной службы безопасности России, генерал-лейтенант, ветеран боевых действий в Афганистане, Таджикистане и Чечне, один из руководителей ОГО ВФСО «Динамо» и ФК «Динамо Москва».

## Биография
Окончил школу № 9 в Душанбе и педагогический институт в Душанбе по специальности «филолог». В юности был членом сборной Таджикской ССР по баскетболу

### В органах КГБ СССР
В 1974 году поступил на службу в Комитет государственной безопасности СССР. Окончил Высшую школу КГБ СССР в Москве, проходил подготовку на Высших курсах КГБ СССР в Ташкенте и Киеве.
До 1982 года служил во Втором главном управление КГБ СССР (контрразведка).
С 1982 по 1992 год — в Управлении КГБ СССР по Кулябской области Таджикистана. Прошёл путь от старшего оперуполномоченного до начальника областного Управления КГБ СССР.
С 1989 года -начальник Управления КГБ СССР по Кулябской области, руководитель оперативной группы КГБ СССР в Афганистане. В конце 1980-х — начале 1990-х годов неоднократно командировался в горячие точки, участвовал в локализации и урегулировании межнациональных конфликтов (Сумгаитские события 1988, события в Фергане 1989 и др.)

### Война в Афганистане
В 1979 году командировался в Кабул в составе первых спецподразделений КГБ СССР в Афганистане.
В период Афганской войны неоднократно направлялся в зону боевых действий для выполнения оперативных и боевых задач в составе отрядов специального назначения
КГБ СССР и Пограничных войск КГБ СССР.
В конце 1980-х годов руководил оперативной группой КГБ СССР в Афганистане, с зоной ответственности в приграничных Таджикистану провинциях Афганистана (Кундуз, Тахар). Осуществлял оперативную разработку полевых командиров афганских моджахедов. Устанавливал и поддерживал контакты с лидером моджахедов Ахмад Шахом Масудом. Участвовал в проведении операции по обеспечению вывода Советских войск из Афганистана в 1989 году, в ходе которой проводил переговоры с Ахмад Шахом. За успешно проведённые операции в 1989 награждён Орденом Красной Звезды. Также награждён М. Наджибуллой Орденом «Звезда» Демократической Республики Афганистан.

### Гражданская война в Таджикистане
После распада СССР и начала гражданской войны в Таджикистане, принимал активное участие в боевых действиях
на стороне Народного Фронта Таджикистана.
Учитывая сложившуюся военно-политическую ситуацию (огромные жертвы среди мирного населения, опасность прихода к власти исламских фундаменталистов, нейтралитет и невмешательство в конфликт вооружённых сил РФ), будучи руководителем Управления КГБ по Кулябской области, после совещания с личным составом, принял решение поддержать лидера Народного Фронта Сангака Сафарова. Один из ближайших сподвижников С.Сафарова в начальный период Гражданской войны. Передал значительное количество оружия Народному Фронту Таджикистана, проводил боевые операции против ваххабитов.
В русскоязычной среде сторонников исламистов называли «вовчиками» (от слова ваххабизм), а сторонников Народного фронта — «юрчиками», от имени Юрия Андропова, из-за значительного количества в их рядах бывших сотрудников милиции и КГБ Таджикской ССР. Куляб стал центром сопротивления религиозному радикализму и центром будущего наступления Народного Фронта на Душанбе.
Дважды был в плену у ваххабитов. В первом случае обменян, во втором — отбит отрядами Народного Фронта Сангака Сафарова.

### В органах ФСБ России
В 1992 году — переведён на службу в органы ФСБ РФ. С 1992 по 1997 год — старший инспектор, главный инспектор Инспекторского Управления ФСБ России (курировал Северо-Западный округ). Командировался в Чечню в ходе Первой чеченской войны.
С 1997 по 2000 год — Начальник Управления ФСБ по Липецкой области. Был президентом ФК «Металлург» (Липецк).
С 2000 по 2003 год — Первый заместитель руководителя 2 Департамента ФСБ (Защиты конституционного строя и борьбы с терроризмом), Начальник управления по борьбе с терроризмом и политическим экстремизмом. В 2000 году после передачи ФСБ руководства контртеррористической операцией на Кавказе- первый заместитель Германа Угрюмова. В эти годы большую часть службы находился в Ханкале в Оперативном Штабе по проведению контртеррористической операции на Северном Кавказе. По линии ФСБ руководил оперативной работой по поиску и ликвидации ряда крупных полевых
командиров.
За проведение контртеррористической операции в Чечне награждён Орденом «За заслуги перед Отечеством» 3-й степени.
С 2003 по 2006 год — Заместитель руководителя ГлавУпдк при МИД РФ.

### В Обществе «Динамо» и ФК «Динамо Москва»
С сентября 2006 года — заместитель Председателя Центрального Совета ОГО ВФСО «Динамо»
С января 2007 года — Председатель Совета директоров ФК «Динамо»
С 2010 года — заместитель Председателя Совета директоров ФК «Динамо», Вице-президент клуба.
С 17 августа 2012 года до 17 июля 2013 года президент ФК «Динамо» (Москва).
17 июля был назначен первым вице-президентом ФК «Динамо Москва»..

## Звания
- полковник (1989)
- генерал-майор (1998)
- генерал-лейтенант (2001)

## Награды и звания
Награды СССР
- Орден Красной Звезды (1989)
- Медаль «За безупречную службу» II, III степени

Награды России
- Орден «За заслуги перед Отечеством» 3-й степени
- Нагрудный знак «Почётный сотрудник контрразведки»
- Нагрудный знак «За службу в контрразведке» — I, II, III степени
- Крест «За службу на Кавказе»
- Медаль за отличие в военной службе (ФСБ) — I степени
- Медаль «За отличие в контрразведке»
- Медаль «За участие в контртеррористической операции»
- Медаль «За боевое содружество»
- Медаль Жукова

Иностранные награды
- Орден «Звезда» Демократической Республики Афганистан
- Медаль «Воину-интернационалисту от благодарного афганского народа»